# Saría
A saría (arabul: شريعة) az iszlám erkölcsi, morális vezérelve, az iszlám teológiai rendszerében az Isten által meghatározott helyes viselkedés, szubsztanciális jog, az iszlám hagyomány részét képező vallási törvény. A saría kiterjed a mindennapi élet valamennyi területére, még a tisztálkodási és étkezési előírásokra is. Legfőbb célja a közösség szabályozása. A vallásjog alapját képező saríát – ellentétben a nyugati jogi felfogással – örök érvényű isteni kinyilatkoztatás szentesíti, tehát megváltoztathatatlan, csupán értelmezésében van eltérés, mely áganként és kultúránként enyhébb vagy szigorúbb. A saría konkrét megnyilvánulásait – az iszlám teológia részeként – a fikh szabályozza
Az iszlám jogtudomány hagyományos elmélete a saría négy forrását ismeri: a Koránt, a Szunnát (hiteles hadíszt), a kijászt (analóg érvelés) és az idzsmát (jogi konszenzus).
A különböző jogi iskolák (madzhabok) – amelyek közül a legismertebbek a hanafita, a málikita, a sáfiita és a hanbalita iskola – módszertanokat dolgoztak ki a saría ítéleteinek a Korán forrásaiból való levezetésére az idzstihádnak nevezett eljárás segítségével. A hagyományos jogfilozófia (fikh) a saría két fő jogágát különbözteti meg, az ibádát (rituálék) és a muámalát (társadalmi kapcsolatok), amelyek együttesen a társadalmi szabályozás témáinak széles körét foglalják magukban. Rendelkezései éppúgy foglalkoznak etikai normákkal, mint jogi normákkal. A cselekedeteket öt kategória egyikébe sorolja: kötelező, ajánlott, semleges, visszataszító és tiltott. A saría egyes területei átfedésben vannak a jog nyugati felfogásával, míg mások tágabban megfelelnek az Isten akaratának megfelelő életvitelnek.
A klasszikus jogtudományt a vallásjogi tudósok (fukahák) dolgozták ki, főként a képzett muszlim jogászok (muftik) által kiadott jogi vélemények (fetvák) alapján. Történelmileg a saría-bíróságokon az uralkodó által kinevezett bírák alkalmazták, akik elsősorban polgári jogvitákkal és közösségi ügyekkel foglalkoztak. A szultáni bíróságok, a rendőrség és a piaci felügyelők gyakorolták a büntető igazságszolgáltatást, amelyet a saría befolyásolt, de nem kötötték annak szabályai. A nem muszlim (dhimmi) közösségek jogi autonómiával rendelkeztek belső ügyeik elbírálásában.  Az évszázadok során a szunnita iszlámhoz kötődő muftikat fokozatosan beépítették az állami bürokráciába, a fikhet pedig kiegészítették a muszlim uralkodók által kiadott különböző gazdasági, büntető- és közigazgatási törvények. Az 1869–1876-os oszmán polgári törvénykönyv volt az első részleges kísérlet a saría kodifikálására.
A huszadik századtól a muszlim világban a hagyományos törvényeket széles körben felváltották az európai minták által inspirált törvények, így a  bírósági eljárásokat és a jogi oktatást igyekeztek az európai gyakorlathoz igazítani. Bár a legtöbb muszlim többségű állam alkotmánya tartalmaz utalásokat a saríára, annak klasszikus szabályait nagyrészt csak a kisebb közösségi, családi együttélés körében alkalmazták.  A muszlim jogalkotók  az erre vonatkozó joggyakorlatot is igyekeztek modernizálni  anélkül, hogy feladták volna a saría hagyományos elveit. A 20. század végének iszlám megújulási mozgalmai magával hozták az iszlamista mozgalmak törekvéseit az ősi törvények teljes körű végrehajtására, beleértve a testi fenyítések (hudúd) különböző formáit, például a megkövezést. Egyes esetekben ez tradicionalista jogi reformot eredményezett, míg más országokban a saría jogi újraértelmezését hozta. Néhány muszlim ország elismeri a saría alapú közösségi törvények alkalmazását muszlim lakosságuk számára, így a saría továbbra is hatással van a magán- és közélet más aspektusaira is.
A saría szerepe világszerte vitatott témává vált. A saría alapú törvények bevezetése a muszlim közösségek között feszültséget, erőszakot váltott ki például Nigériában, és hozzájárulhatott Szudán felbomlásához is. Észak-Amerikában egyes joghatóságok betiltották, vagy korlátozták a saría alkalmazását.  Folyamatos viták folynak arról, hogy a saría összeegyeztethető-e a demokráciával, az emberi jogokkal, a gondolatszabadsággal, a nők jogaival, az LMBT-jogokkal és néhány nyugati üzleti modellel, például a banki tevékenységekkel.

## Etimológia
A saría (arabul: شريعة) szó jelentése „út”, vagy „vízhez vezető ösvény”.

## Jelentései
A saría kifejezésnek az iszlám vallással kapcsolatban több jelentése is használatos
1. legtágabb értelemben elvont teológiai fogalom, amely az Isten által alkotott a világ harmonikus működését megszabó törvényeket jelenti, beleértve a természeti törvényeket is
2. az iszlám életforma, életmód, az Isten által előírt viselkedés
3. az iszlám vallásjog, vallásjogi hagyomány

Maga az iszlám jogi/teológiai hagyomány határozott különbséget tesz a fikh, azaz a vallástudósok által végzett, formális jogi tételek megfogalmazására irányuló cselekvés, illetve a saría mint Isten által elrendelt szubsztanciális jog (tkp. igazságosság) között. A fikhnek legfeljebb célja lehet a saría megértése, és jogi normaként való megfogalmazása, de semmiképpen nem azonos azzal.
A saría jogrendszerek szűkebb értelemben, a klasszikus iszlám jogtudományi hagyományokra, struktúrára épülő jogrendszerek. Tágabb értelemben bármilyen jogrendszert jelenthetnek, amelyek szándékuk szerint – az iszlám szerinti istenkép – Allah által elrendelt normáknak kívánnak megfelelni.

## A jog forrásai a klasszikus iszlám jogtudományban
Az Iszlám jog felépítése: Elsődleges a Korán, vagyis Isten szava. Ezután a Szunna, vagyis Mohamed próféta cselekedetei következnek melyek a hadíszok. Ezután az idzsma, vagyis az adott iszlám közösségen belüli rögzített megegyezések következnek. A kánun az előbbiekben nem megjelenő, állam által hozott rendelkezéseket jelenti. Ha az előbbiek nem segítenek, akkor a kijász, vagyis hasonló esetek (analógiák) keresése a következő lépés. Ezek mellett a szokásjog, és korábbi Isteni kinyilatkoztatások is érvként szolgálhatnak.

### Elsődleges jogforrások
A klasszikus iszlám jog két elsődleges jogforrást ismer, a Koránt, illetve a Szunnát.
Korán: A Korán az iszlám jog elsődleges, legfontosabb forrása. A muszlimok szerint Isten által kinyilatkoztatott mű, és mint ilyen, Isten szavait tartalmazza. Bár az iszlám az egy Isten által leküldött más Könyveket is elismeri (például a Tóra, vagy az Evangéliumok), de egyedül a Koránt tartja romlatlan, változatlan formában megmaradtnak, így a klasszikus iszlám joghagyomány szerint a korábbi prófétákról szóló szövegek nem használhatók jogforrásként. Egyúttal az újabb kinyilatkoztatásokat is elvetik.
Szunna: A Szunna a szunnita iszlám ágban Mohamed próféta, illetve kortársai cselekedeteinek, tanításainak összességét jelenti. Mivel a Korán legfeljebb utalásszerűen tesz említést Mohamed életére, a Szunna a Korán utalásain kívül elsősorban a Mohamed életére vonatkozó hagyományokra, az ún. hadíszokra épül. Maga a hadísz irodalma nem egységes, eredetileg szóbeli hagyományozásra épülő történetek, beszámolók, idézetek összessége. A hadíszok lejegyzésére a VII. század végétől kezdődnek próbálkozások, azonban a mai napig meghatározó jelentőségű, a joggyakorlatban használt nagy hadísz corpusok csak a 9. század második felében születtek meg. A hadíszok lejegyzésével párhuzamosan kialakul a hadísz-forráskritika rendszere, amely több szempont szerint vizsgálja az adott hadísz hitelességének kérdését. Bár e munkák általában nem vontak le végső következtetést az egyes hadíszok hitelességét illetően, mind a szunnita, mind a síita vallásjogi hagyományban létrejöttek olyan nagy gyűjtések, amelyeket a mindennapi joggyakorlatban hitelesnek, így jogforrásként használhatónak tekintettek.
A síita irányzatban a Szunna kibővül az imámok tanításaival és cselekedeteivel is. A Szunnát az iszlám legtöbb irányzata mint isteni útmutatást kezeli, és az iszlám vallásjog, vallásgyakorlat és teológia autentikus forrásának tekinti.
A szunnita vallásjogi hagyomány a gyakorlatban hat nagyobb hadisz-gyűjteményt tart nagy jelentőségűnek: Sahih Bukhari, Sahih Muslim, Sunan al-Sugra, Sunan Abi Dawud, Sunan al-Thirmidi, Sunan ibn Majah, de jelentőségében ezek közül is kiemelkedik az első kettő.
A tizenkettes síita vallásjog szempontjából négy gyűjteménynek van kiemelkedő jelentősége: Kitab al-Kafi, Man la yahduruhu al-Faqih, Tahdhib al-Ahkam, Al-Istibsar

### Másodlagos jogforrások

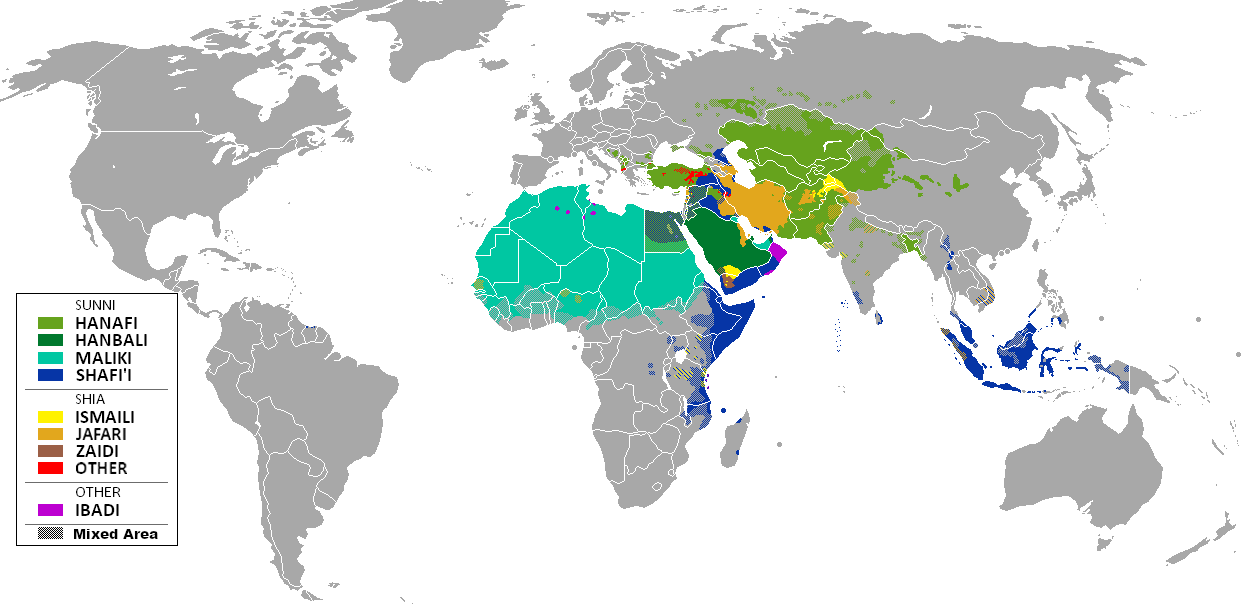
A madzhabok, vagyis iszlám vallásjogi iskolák elterjedtsége

A klasszikus iszlám vallásjog a jogrendszer legitimálását kizárólag az isteni parancsokra vezeti vissza, ilyen módon jogalkotási jogköre elvileg senkinek nincsen. Ebből következően jogelvek megfogalmazása, illetve az igazságszolgáltatás alapvetően az elsődleges források filológiai hermeneutikai vizsgálatából következik. A hermeneutika elfogadott módszertani elvei, valamint a korábban megfogalmazott következtetések másodlagos jogforrásként szolgálhatnak. Az egyes vallásjogi iskolák véleménye eltér az alkalmazható módszerek, illetve az elfogadható másodlagos források körét illetően.
Idzsma (konszenzus): A muszlim vallásjogi közösségeken (madzhab) belüli konszenzust a klasszikus vallásjog másodlagos jogforrásnak tekinti. Napjainkra nyolc világszerte elismert vallásjogi iskola maradt fenn: öt szunnita (hanafita, málikita, sáfiita, hanbalita, zahiri), két síita (dzsafári, zaidi), és egy kavarii (ibádi)
Az egyes vallásjogi irányzatok a konszenzus meglétét különböző feltételekhez kötik. Így például a hanafita felfogás esetén elegendő a vallástudósok nyilvános megállapodása egy kérdésben, a sáfiita felfogás csak a teljes közösség által egyetértését tartja jogforrásnak, addig a málikita felfogás a medinaiak, a hanbalita felfogás pedig a szahabák (Mohamed kortársai) közötti konszenzust tartja jogforrásnak.
Kijász (analogikus következtetés): Amennyiben az elsődleges források egy konkrét esetre vonatkozóan nem tartalmaznak közvetlen útmutatást, a klasszikus vallásjog az elsődleges forrásokra vonatkozó példa (analógia) találását is jogforrásnak tekinti. A klasszikus vallásjog élesen megkülönbözteti az elsődleges forrásokra alapuló kijász fogalmát a kizárólag intellektuson alapuló véleménytől (raj), amelyet a klasszikus felfogás nem tekint jogforrásnak. Mivel a példák keresése akár egy adott forrásra vonatkozóan is különböző eredményeket hozhat, a kijász az idzsmával szemben is alsóbbrendű jogforrás. A tizenkettes síita jogfelfogás az analógiát nem fogadja el, mint jogforrást, más részről azonban a következtetést, vagy észszerűséget (aql) általában lehetséges jogforrásként tekinti.

### Általánosan nem elismert jogforrások
Urf (szokás, gyakorlat): A közösség által gyakorolt szokások, szokásjog. Az urf kifejezés az iszlám jogi hagyományban két különböző jelenségre is utalhat. Egyes korai jogtudósok a közösség által gyakorolt szokást a „szunna” részének tekintették, abból a feltételezésből kiindulva, hogy a muszlim közösség joggyakorlata a prófétai útmutatásból táplálkozik, és a jogi szokások a hadithokhoz hasonló módon kerültek hagyományozásra. Az urf másik értelemben a Mohammed előtti korból származó jogszokásokat jelenti, amelyek abban az esetben működhetnek jogforrásként, ha az adott kérdésre vonatkozóan az elsődleges jogforrásokból nem vezethető le szabály.
Bár a klasszikus iszlám jog elviekben az urfot egyik jelentésében sem fogadja el jogforrásként, a gyakorlati alkalmazásban, illetve a konkrét jogelvekkel kapcsolatos érvelésben sok esetben mindkét változat megjelenik.
Qanun (görög: kánon): A qanun az iszlám jogforrásokból közvetlenül le nem vezethető, de azokkal nem ellentmondó, elviekben a közjót (maslaha) elősegítő „világi” jogi szabályokat, rendelkezéseket jelenti. A klasszikus iszlám terminológiában a qanun jellegű szabályok elsősorban az államigazgatás, adórendszer, katonai igazgatás területén jelentek meg, de egyes büntetőjogi tételek is a qanun körébe tartoztak. A modern korban a közel-keleti iszlám országok jogi terminológiájában a részben az európai mintára született jogszabályokat, részben az iszlám normáit figyelembe vevő, de „világi testületek” (például parlament, kormány) által hozott jogszabályokat, illetve az alkotmányt nevezik qanunnak.
Shar man qablana (út, ami korábban volt): A korai iszlám jogi gondolkodásban fontos problémaként jelent meg, a korábbi kinyilatkoztatásokban (például a Tórában) lefektetett jogi normák érvényességének kérdése azokban az esetekben, amelyekben az iszlám elsődleges forrásai nem nyújtottak iránymutatást. A korai hanafita és shafita megközelítések bizonyos megszorítások mellett (ha közvetlenül kinyilatkoztatásból származik a szabály) elméletileg alkalmazhatónak tartották ezeket a forrásokat, azonban gyakorlati alkalmazásban e forrásoknak egyáltalán nem volt szerepük.

## Jogi hermeneutika

### Az idzstihád fogalma
Az iszlám vallásjogi gondolkodás központi fogalma az idzstihád, a jogforrások meghatározott módszerekkel történő értelmezésének folyamata. Mivel az iszlám jogfelfogásban a jog forrása kizárólag Isten, a jogtudós a szövegértelmezés során nem megállapítja a jogot, csupán az isteni jog „felfedezésére” törekszik. Mivel az idzstihad intellektuális folyamat, s mint ilyen ki van téve a hiba lehetőségének, a vallásjogi gondolkodás megkülönbözteti a kizárólag Istennél található biztos tudás (ilm) fogalmát az idzstihad folyamata során keletkező véleménytől (zann), amely csak potenciálisan azonos az isteni joggal. Fontos azonban hangsúlyozni, hogy klasszikus vallásjogi gondolkodás élesen elkülöníti az idzstihadot, mint elfogadott jogforrásokban található bizonyítékokra (dalil) támaszkodó hermeneutikai tevékenységet a kinyilatkoztatott szövegekre nem támaszkodó okfejtéstől (ra'y).

## Iszlám vallásjog a modern korban
A súlyos bűncselekmények – a nemi erőszak, a gyilkosság, a fegyveres rablás, a kábítószer-kereskedelem – elkövetőit halállal büntetik az iszlám törvénykezés szerint, például Szaúd-Arábiában. Az európai értékrenddel ellentétben a hitehagyás, és homoszexualitás is halállal büntetendő. A büntetések lényeges eleme az elrettentés, így nyilvános kivégzés, korbácsolás, kövezés, kézcsonkolás is fennmaradt forma.

## Fordítás
- Ez a szócikk részben vagy egészben  a   Sharia című angol Wikipédia-szócikk ezen változatának fordításán alapul.  Az eredeti cikk szerkesztőit annak laptörténete sorolja fel. Ez a jelzés csupán a megfogalmazás eredetét és a szerzői jogokat jelzi, nem szolgál a cikkben szereplő információk forrásmegjelöléseként.